# H.P. Hanssen
Hans Peter Hanssen, også kaldet H.P. Hanssen Nørremølle (født 21. februar 1862 på Nørremølle, Sundeved, død 27. maj 1936 i Aabenraa) var en sønderjysk politiker og organisator af den danske bevægelse i den periode, hvor Sønderjylland var tysk.
H.P. Hanssen blev født på gården Nørremølle på Sundeved i Snogbæk i Nordslesvig i et dansksindet miljø. Kun to år efter hans fødsel kom i 1864 krigen med Preussen og Østrig, der resulterede i afståelsen af hertugdømmerne Slesvig og Holsten. Han kom på Askov Højskole og studerede senere i København, Berlin og Leipzig samtidig med, at han tidligt gik ind i den danske bevægelse i den nationale kamp. Han var en ledende drivkraft ved dannelsen af den nordslesvigske vælgerforening i 1888 og blev dens energiske sekretær. I 1893 købte han dagbladet Heimdal i Aabenraa og gjorde bladet til et stærkt dansk talerør. De tyske myndigheder prøvede at stække hans virksomhed, og i 1895 var han for en kort tid arresteret for højforræderi. 
I 1896 blev H.P. Hanssen i Haderslev-Sønderborg valgkreds valgt til den preussiske landdag, og i 1906 afløste han ved et udfyldningsvalg den navnkundige redaktør Jens Jessen på posten som rigsdagsmand i den tyske rigsdag. Han var fra nu af både landdags- og rigsdagsmand og var selvskrevet fører for den danske bevægelse i Slesvig. I sit parlamentariske virke var H.P. Hanssen realpolitiker. Uden at opgive de danske folkeretlige krav arbejdede han for at sikre den dansksindede befolkning i Slesvig de bedst mulige vilkår ved at kræve dens ret til fuld nydelse af alle tyske statsborgerlige rettigheder. I 1908 trådte han tilbage som landdagsmand. 
Under 1. verdenskrig var hans optræden naturligvis i høj grad dikteret af krigsforholdene, men i oktober 1918 mod krigens slutning krævede han på et møde i rigsdagen det nordslesvigske spørgsmål løst på grundlag af folkenes selvbestemmelsesret. Dette krav blev efter våbenstilstanden i 1918 anerkendt af den tyske rigsregering. 
Den danske regering indankede spørgsmålet for våbenstilstandskommissionen i Versailles, og H.P. Hanssen fik nu til opgave at lede afstemningen om det nationale tilhørsforhold og i øvrigt løse mange af de problemer, der måtte opstå i forbindelse med Genforeningen. Det klarede han på fremragende vis, men da han i juni 1919 på opfordring tog imod en ministerpost i Zahles radikale regering, blev han mødt med voldsom kritik fra regeringens modstandere, selv om han erklærede, at hans anliggende kun var at varetage den slesvigske opgave. Mange var også negativt indstillet over for hans nationale politik, hvor han stedse hævdede det standpunkt, at Danmark kun skulle have den del af Slesvig tilbage, der ved en fri afstemning tilkendegav sit danske tilhørsforhold. Han var derfor afvisende over for de kræfter, der trods tysk flertal ønskede Flensborg og Mellemslesvig indlemmet i Danmark. 
Fra 1924 til 1926 var han folketingsmand for det sønderjyske Venstre, men var fra nu af ikke særlig politisk aktiv mere. Han fik dog stor indflydelse på den liberale mindretalspolitik, der blev ført over for det tyske mindretal efter Genforeningen.
Han var formand for Historisk Samfund for Sønderjylland, Det sønderjydske Landsbibliotek, Vælgerforeningen, Sprogforeningen og Folkehjemmet i Aabenraa, blev Kommandør af 2. grad af Dannebrog og modtog Fortjenstmedaljen i guld.
H.P. Hanssen blev 4. maj 1888 gift med Helene Lucie Iversen , (født 25. december 1860, i Ullerup på Sundeved, død 1935).
I oktober 1893 bosatte H.P. Hanssen sig i Aabenraa og overtog Heimdal en dansksindet avis.